# Уралов Сергій Герасимович
Сергій Герасимович Уралов (Кисляков) (13 жовтня 1893, селище Міаського заводу Троїцького повіту Оренбурзької губернії, тепер місто Міас Челябінської області, Російська Федерація — 23 червня 1969, місто Москва, Російська Федерація) — радянський партійний діяч, діяч органів державної безпеки, голова Омської губернської надзвичайної комісії, повноважний представник ВЧК при РНК РРФСР по Сибіру. Член Центральної контрольної комісії ВКП(б) у 1930—1934 роках. Член Комісії радянського контролю при РНК СРСР у 1934—1938 роках.

## Життєпис
Народився в купецькій родині Герасима Кислякова. У 1905 році закінчив двокласне училище, в 1908 році — нижчу ремісничу школу в селищі Міаського заводу, в 1911 році — чотирикласне міське училище міста Златоуста.
З лютого по серпень 1912 року працював креслярем золотопромислового товариства на Міаському заводі.
У серпні 1912 — листопаді 1916 року — учень Саратовського середнього хіміко-механічно-технічного училища.
Член РСДРП(б) з листопада 1914 року.
У листопаді 1916 року заарештований за революційну діяльність, до лютого 1917 року перебував у Саратовській губернській в'язниці.
Учасник Лютневої революції 1917 року в Москві, був агітатором Московського комітету РСДРП(б). Потім переїхав до Саратова, де обирався до складу Саратовської міської організації РСДРП(б). У 1917 році закінчив Саратовськое середнє хіміко-механічно-технічне училище.
У червні — листопаді 1917 року — інструктор-організатор Центральної ради фабрично-заводських комітетів в Петрограді.
Під час жовтневого збройного перевороту 1917 року командував загоном революційних солдатів та захопив друкарню «Русской воли», де почала друкуватися газета «Правда»; потім був помічником комісара у справах друку Петрограда.
У листопаді — грудні 1917 року — керуючий справами, помічник головного комісара Головного управління із постачання металами Вищої ради народного господарства (ВРНГ) РРФСР у Петрограді.
У грудні 1917 року під час відрядження до міста Владивостока заарештований військами отамана Семенова, перебував під арештом до березня 1918 року.
У березні — серпні 1918 року — керуючий справами гірничо-металургійного відділу, член колегії, член Всеросійської надзвичайної комісії із евакуації металів при гірничо-металургійному відділі ВРНГ РРФСР у Москві.
З серпня по вересень 1918 року за завданням Володимира Леніна виїхав на станцію Котлас Пермської залізниці, де керував створенням загороджень на річці Північній Двіні з метою не допустити інтервентів до Котласу. Деякий час в 1918 році охороняв Леніна.
У вересні 1918 — жовтні 1920 року — інспектор для особливих доручень Всеросійської надзвичайної комісії (ВЧК), завідувач секретно-оперативного відділу ВЧК, член колегії і президії ВЧК у Москві (з березня 1919 року); голова Омської губернської надзвичайної комісії (губЧК), повноважний представник ВЧК при РНК РРФСР по Сибіру в місті Омську; секретар і начальник регістраційного відділу ВЧК при РНК РРФСР у Москві.
У жовтні 1920 — січні 1921 року — керівник відділу металу ВРНГ РРФСР. Одночасно в жовтні 1920 — січні 1921 року — голова Комісії із трестування і націоналізації підприємств металургійної промисловості, член Всеросійської надзвичайної трійки із обліку матеріальних ресурсів РРФСР.
У січні — червні 1921 року — член правління Державного російського сільськогосподарського синдикату «Держсільсиндикат» Народного комісаріату землеробства РРФСР; уповноважений ВЦВК і ВЧК по Орловській губернії.
У червні — листопаді 1921 року — надзвичайний уповноважений РНК РРФСР, ВЧК і ВЦВК по Владимирській і Тверській губерніях.
У листопаді 1921 — липні 1922 року — член правління Державного російського сільськогосподарського синдикату «Держсільсиндикат» Народного комісаріату землеробства РРФСР. Одночасно з березня по червень 1922 року — уповноважений Ради праці і оборони РРФСР по Московсько-Казанській залізниці.
У липні 1922 — червні 1923 року — помічник начальника Головного митного управління Народного комісаріату зовнішньої торгівлі РРФСР (СРСР).
У червні — жовтні 1923 року — відповідальний секретар при народному комісарі робітничо-селянської інспекції СРСР.
У жовтні 1923 — липні 1924 року — заступник і т.в.о. голови Іваново-Вознесенської губернської контрольної комісії РКП(б) — робітничо-селянської інспекції.
У липні 1924 — листопаді 1931 року — старший інспектор, головний інспектор центральної інспекції транспорту і зв'язку, помічник начальника військово-морської інспекції Центральної контрольної комісії ВКП(б) — Народного комісаріату робітничо-селянської інспекції СРСР. З березня по липень 1927 року перебував у відрядженні для вивчення досвіду роботи залізниць у Німеччині, у квітні 1929 року відвідав Японію.
У листопаді 1931 — травні 1933 року — начальник Центрального адміністративно-організаційного управління, начальник Центрального управління Головної будівельної інспекції Народного комісаріату шляхів сполучення СРСР.
У травні 1933 — березні 1934 року — секретар Комісії виконань, за сумісництвом член Постійної комісії із вербування трудової сили при РНК РРФСР.
У березні 1934 — грудні 1935 року — член групи машинобудування Комісії радянського контролю при РНК СРСР. У грудні 1935 — березні 1936 року — заступник керівника адміністративної групи Комісії радянського контролю при РНК СРСР. 4 березня 1936 року отримав сувору догану «за порушення революційної законності», переведений на роботу контролера.
У червні 1936 — червні 1937 року — заступник уповноваженого Комісії радянського контролю при РНК СРСР по Воронезькій області.
У червні 1937 — 29 травня 1938 року — заступник керівника групи будівництва і будівельних матеріалів Комісії радянського контролю при РНК СРСР.
У квітні 1938 — лютому 1939 року — заступник начальника 19-го Головного управління Народного комісаріату оборонної промисловості СРСР.
У лютому — листопаді 1939 року — заступник начальника 6-го Головного управління Народного комісаріату суднобудівної промисловості СРСР, в резерві Народного комісаріату суднобудівної промисловості СРСР.
У листопаді 1939 — липні 1940 року — начальник відділу збуту акумуляторного заводу № 220 «Моселемент» у Москві.
У липні 1940 — липні 1941 року — начальник групи військового відділу Народного комісаріату електростанцій і електропромисловості СРСР.
З липня 1941 року — у Червоній армії, учасник німецько-радянської війни. З червня по жовтень 1941 року — доброволець, секретар партійної комісії винищувального батальйону 4-ї робітничої дивізії Молотовського району міста Москви. У жовтні 1941 — лютому 1942 року — відповідальний секретар дивізійної партійної комісії штабу 4-ї робітничої дивізії РСЧА на Західному фронті. У лютому — червні 1942 року — відповідальний секретар дивізійної партійної комісії 155-ї стрілецької дивізії РСЧА на Калінінському фронті. У червні — серпні 1942 року — партійний слідчий партійної комісії 22-ї армії на Калінінському фронті.
У серпні 1942 — серпні 1943 року — військовий комісар евакуаційного госпіталю «СЕ5» в місті Кольчугіно Івановської області.
У серпні 1943 — листопаді 1944 року — в розпорядженні начальника відділу Управління із персонального обліку втрат Червоної армії Штабу тилу РСЧА.
У листопаді 1944 — червні 1947 року — уповноважений по повіту Союзної контрольної комісії в Румунії, підполковник інтендантської служби.
У червні 1947 — січні 1948 року — в розпорядженні Управління кадрів тилу Міністерства внутрішніх справ СРСР.
У січні 1948 — грудні 1949 року — заступник начальника, старший офіцер-інспектор Групи контролю штабу Радянської військової адміністрації в Німеччині.
У грудні 1949 — березні 1950 року — заступник начальника відділу Управління продовольчого постачання, в розпорядженні відділу кадрів тилу, в березні 1950 — грудні 1952 року — заступник начальника Управління продовольчого постачання Головного інтендантського управління Військового міністерства СРСР.
У грудні 1952 — після квітня 1954 року — військовий представник Управління продовольчого постачання Головного інтендантського управління Військового міністерства (Міністерства оборони) СРСР.
З 1953 року — персональний пенсіонер союзного значення в Москві.
Помер 23 червня 1969 року. Похований в Москві на Новодівочому цвинтарі (7-а ділянка).

## Вибрані публікації
- Уралов С. Мойсей Урицький: Біографічний нарис. Ленінград, «Красная газета», 1929.

## Нагороди
- орден Леніна
- орден Червоної Зірки
- медаль «За оборону Москви»
- медалі
- Почесний знак ВНК—ДПУ
- Почесний співробітник держбезпеки (17.12.1965)